# Wolf Creek 2
Wolf Creek 2 - La preda sei tu (Wolf Creek 2) è un film del 2013 co-prodotto, co-scritto e diretto da Greg McLean.
Si tratta di un horror australiano, sequel del film del 2005 Wolf Creek, ed ha come protagonista John Jarratt, lo stesso che ha interpretato il ruolo di Mick Taylor nel primo film. Il film è stato presentato, il 30 agosto 2013, alla 70ª Mostra internazionale d'arte cinematografica di Venezia ed è stato distribuito in Australia il 20 febbraio 2014.

## Trama
Nel nord-ovest australiano, due agenti di polizia fermano un automobilista accusandolo ingiustamente di eccesso di velocità.
Non sanno però che l'uomo in questione è Mick Taylor, sadico serial killer della zona. Così Mick, dopo che il più giovane dei due gli consegna la multa per poi allontanarsi in auto con il suo collega, spara loro da lontano con il suo fucile di precisione. Il proiettile raggiunge la testa del guidatore, uccidendolo sul colpo e facendo deragliare il mezzo in un fossato. Arriva poi vicino all’auto con una tanica di benzina e accoltella alla schiena il poliziotto ancora vivo, per poi dargli fuoco.
Rutger e Katarina sono una giovane coppia di fidanzati tedeschi che, zaino in spalla, stanno visitando l'Australia in autostop. Quando fanno tappa al famoso parco nazionale di Wolf Creek, a causa della diffidenza dei turisti presenti in zona, che non offrono loro un passaggio di ritorno per la cittadina più vicina, restano appiedati. Costretti quindi a campeggiare in zona, montano la tenda, ma durante la notte vengono raggiunti da Mick, che li ha notati in lontananza. Sulle prime gentile, dopo aver avvisato i giovani che stanno campeggiando in una zona vietata, ed aver offerto loro un passaggio in città, la sua personalità spietata esplode quando i ragazzi declinano il suo invito, dicendo di voler rimanere lì e ripartire il giorno seguente. Mick infatti uccide brutalmente Rutger sotto gli occhi sconvolti di Katarina che riesce a fuggire. Durante la sua corsa disperata per salvarsi, la giovane riesce a raggiungere la strada per la città, dove viene soccorsa da Paul, un giovane automobilista di passaggio. Subito raggiunti da Mick a bordo del suo pick-up, fra i tre nasce un feroce inseguimento, al termine del quale l'uomo riesce ad uccidere Katarina, ma non Paul, che riesce a darsi alla fuga correndo.
Dopo aver vagato per un giorno intero sotto il sole nelle immense pianure australiane ed aver sofferto la fame e la sete, Paul viene soccorso da una coppia di anziani che abitano nella zona. Mick però, messosi sulle sue tracce, riesce alla fine a raggiungerlo e, dopo aver ucciso la coppia, sequestra il giovane, portandolo con sé nel suo accampamento: qui lo sottopone a svariate torture in quello che pare essere un sotterraneo. Approfittando di un momentaneo allontanamento di Mick, il ragazzo riesce a liberarsi e a colpire in faccia l'aguzzino con un martello, facendolo cadere a terra e quindi tenta una fuga nei tunnel del luogo, ma  viene raggiunto nuovamente dall'uomo, che gli dà una testata, facendogli perdere i sensi.
Il giovane si sveglia infine sul marciapiede di una piccola città, con indosso solo le mutande e con ferite su tutto il corpo. Sopraggiungono due poliziotti che lo accusano di essere un pistolero folle che uccide i turisti, quindi viene estradato in Inghilterra, suo paese di origine, e rinchiuso in un manicomio.